# Medaglia d'oro all'architettura italiana
La medaglia d'oro all'architettura italiana è un premio d'architettura italiano, istituito nel 2003 dalla Triennale di Milano.
Riprende uno dei riconoscimenti istituiti nel 1932, nell'ambito della prima "Esposizione Internazionale delle Arti decorative", sempre organizzata dall'istituzione culturale Triennale di Milano, proseguita fino al 1972.

## Storia
Sin dal 1923, anno di istituzione della Prima “Esposizione Internazionale delle Arti decorative” con sede alla Villa Reale di Monza, la manifestazione venne accompagnata e solennizzata con l’assegnazione, agli espositori, di premi e medaglie.
A partire dal 1932, anno in cui fu costruito il Palazzo della Triennale, l'assegnazione dei premi avvenne in base alle norme internazionali stabilite da un apposito “Bureau International des Expositions”. Nel 1936 fu emanato un Regolamento per l’attribuzione delle ricompense.
Ad attribuire periodicamente i premi fu una Giuria Internazionale formata da una Giuria Superiore supportata da ulteriori Giurie di classe, una per ogni settore rappresentativo.
La finalità del concorso consisteva nel valutare “i meriti inventivi e di stabilire i perfezionamenti che essi hanno apportato nella qualità dei loro prodotti e nei processi di fabbricazione.”
Ad attribuire i premi annualmente banditi era una Giuria Internazionale formata da una Giuria Superiore, coadiuvata da una serie di Giurie di classe, una per ogni settore rappresentato all'esposizione.
Ogni anno erano assegnati i seguenti riconoscimenti: 
- Gran Premio,
- Diploma d'onore,
- Medaglia d'oro, d'argento e di bronzo.

In seguito dal 1957 il Diploma d'onore non fu più assegnato.
Molti dei personaggi più rappresentativi del panorama architettonico moderno, tra cui si citano Lodovico Belgioioso, Enrico Peressutti, Ernesto Nathan Rogers, Pietro Lingeri vincono il Gran Premio per la categoria “opere di architettura, edilizia, urbanistica, materiali e metodi di costruzione” nel 1951 alla Nona Triennale. Nel medesimo anno vengono premiati anche i Piani Regolatori di Marghera (Giuseppe Samonà e Luigi Piccinato) oltre a quelli di Amsterdam e di Stoccolma.
Nel 1947 viene premiato Gualtiero Galmanini con la medaglia d'oro, nel 1957 vengono premiati Gillo Dorfles, Marco Zanuso, Achille e Pier Giacomo Castiglioni, Bruno Munari, Roberto Sambonet. Anche le ditte produttrici (design in questo caso) venivano considerate vincitrici e veniva loro attribuito il medesimo riconoscimento spettante all'architetto o designer.
Nel 1972, ultima edizione durante la Quindicesima Triennale, l'attribuzione dei Premi avviene per decisione dell'unica Giuria Internazionale, essendo state soppresse le varie Giurie di Gruppo delle edizioni precedenti.
La premiazione annuale non ha avuto luogo dal 1973 al 2002.

### La ripresa
Nel 2003 la celebrazione dell'evento è stata ripresa, a scadenza triennale, anche grazie alla collaborazione del MiBACT Ministero dei beni e delle attività culturali e del turismo e a partire dal 2015 di MADE expo Milano Architettura Design Edilizia.
Fu infatti in occasione della XX Esposizione Internazionale “La memoria e il futuro”, che la Triennale di Milano decise di bandire, nuovamente, la Medaglia d'Oro all'Architettura Italiana, “per promuovere le nuove e più interessanti opere costruite nel Paese e in Europa da progettisti italiani.”

### Finalità del premio
Dal 2003 al 2005 il premio è stato assegnato sulla base di una procedura concorsuale che prevede che i progetti possano essere presentati da adviser invitati dalla Triennale di Milano, da associazioni, enti e fondazioni e che qualsiasi progettista italiano (architetto e ingegnere) possa autocandidare un proprio lavoro.
La Medaglia d'Oro all'Architettura Italiana “punta alla promozione pubblica dell'architettura contemporanea come costruttrice di qualità ambientale e civile, e insieme guarda all'architettura come prodotto di un dialogo vitale tra progettista, committenza ed impresa e si pone come riflessione attiva sul ruolo del progettista e delle sue opere puntando alla diffusione pubblica in Italia ed all'estero di un nuovo patrimonio di costruzioni e idee e insieme verificando periodicamente lo stato della produzione architettonica nel Paese, gli indirizzi, i problemi ed i nuovi attori.”.
Il premio è ora ripartito in varie categorie: Medaglia d'Oro all'opera, Premio Speciale all'opera prima, Premio Speciale alla committenza, Premio Speciale alla ricerca.
Sono, inoltre, previste sei Menzioni d'Onore relative ad altrettante sezioni del costruire.

## I premi del passato
V Triennale di Milano, 1933
Il gruppo comasco del M.I.A.R. (P. Lingeri, M. Cereghini, G.Giussani, G. Mantero, O. Ortelli, C. Ponci, G. Terragni, M. Nizzoli e M. Radice) elabora il progetto per la "casa per l'artista sul lago", che varrà al gruppo il Gran Premio per l'Architettura.
VII Triennale, 1940
Vengono insigniti del Gran premio alla VII Triennale Mario Asnago e Claudio Vender.
VIII Triennale di Milano, 1947
Nel 1947 viene conferito il Gran Premio a Marco Zanuso e all'Architetto Gualtiero Galmanini la Medaglia d'oro all'architettura italiana.
La giuria Internazionale di premiazione fu costituita dal pittore Felice Casorati, dall'architetto Piero Bottoni, Frantisek Hajek, G.E. Magna, dal pittore Massimo Campigli, dallo scultore Lucio Fontana, Evzen Linhart, Franz Martin, Marcello Nizzoli, Anita Pittoni, Ludovico Quaroni, Charles Schopfer, Prof. Sirio Tofanari, Gustav Emile Wittemans, il pittore Anselmo Bucci, Leonardo Sinisgalli.
Tra gli altri membri della Giuria per l'Italia: Franco Albini, Luigi Caccia Dominioni, etc.
IX Triennale, 1951
Lodovico Belgioioso, Enrico Peressutti, Ernesto Nathan Rogers, Pietro Lingeri, vincono il Gran Premio per la categoria “opere di architettura, edilizia, urbanistica, materiali e metodi di costruzione”. Medaglia d'oro a Marco Zanuso.
Premiati anche i Piani Regolatori di Marghera, studiato da un gruppo di progettisti coordinati da Giuseppe Samonà e Luigi Piccinato, Amsterdam e di Stoccolma.
XI Triennale, 1957
Marcello Nizzoli vince il Gran Premio per una macchina da cucire prodotta da Necchi; nello stesso anno Gillo Dorfles, Marco Zanuso, Achille e Pier Giacomo Castiglioni, Bruno Munari, Roberto Sambonet vincono la medaglia d’oro.

## Giurie e Progetti vincitori
I Edizione, 2003
Giuria: Giancarlo De Carlo (Presidente), Pio Baldi, Gillo Dorfles, Kurt Forster, Henk Hartzema, Vittorio Magnago Lampugnani, Luca Molinari (coordinamento), Alexander Tzonis
Vincitore: Umberto Riva con PierPaolo Ricatti, Magazzino Fincantieri, Castellammare di Stabia, Napoli
II Edizione, 2006
Giuria: Pio Baldi, David Chipperfield, Jean-Louis Cohen, Fulvio Irace, Arata Isozaki (presidente)
Vincitore: Renzo Piano Building Workshop (RPBW), Hight Museum of Art, Village of the Arts, Woodroof Arts Center Atlanta, Stati Uniti
III Edizione, 2009
Giuria: Barry Bergdoll, Mario Botta, Luis Fernández Galiano, Fulvio Irace, Francesco Prosperetti
Vincitore: Massimiliano & Doriana Fuksas, Zenith Music Hall, Strasburgo
IV Edizione, 2012
Giuria: Ennio Brion, Triennale di Milano (Presidente della Giuria), Luca Molinari; Cecilia Bolognesi, Ole Bouman, Direttore del NAI di Rotterdam, Massimiliano Fuksas, Architetto, vincitore III edizione Medaglia d'Oro; Alberto Ferlenga, Fulvio Irace
Vincitore: Vincenzo Latina, Padiglione di accesso agli scavi dell'Artemision, Siracusa.
La giuria ha inoltre deliberato di assegnare tre Medaglie d'Oro alla Carriera a Gae Aulenti, Maria Giuseppina Grasso Cannizzo, Vittorio Gregotti
V Edizione, 2015
Giuria: Claudio De Albertis, Triennale di Milano (presidente della Giuria); Alessandra Fassio, MiBACT; Alberto Ferlenga, Triennale di Milano, curatore per l'architettura; Vincenzo Latina, architetto, vincitore IV edizione Medaglia d'Oro, Christophe Pourtois, direttore del CIVA Centre International pour la Ville, l’Architecture et le Paysage di Bruxelles
Vincitore:
Massimo Carmassi con ISP e IUAV Studi e Progetti, Restauro del Panificio della Caserma Santa Marta in sede universitaria, Verona, Italia 2014
Medaglia d'Oro alla carriera a Francesco Venezia, Franco Purini, Luigi Caccia Dominioni, Mario Bellini
VI Edizione, 2018
Giuria: Stefano Boeri, Lorenza Baroncelli, Alberto Ferlenga, Federica Galloni, Massimo Carmassi, Ilaria Valente, Manuel Blanco, Carla De Albertis, Andrea Kerbaker
Vincitore: Feld72, Kindergarten Niederolang a Valdaora (Bolzano), Olang, 2016
Medaglia d'Oro alla carriera a Guido Canali, Valeriano Pastor, Umberto Riva, Paola Viganò.